# Alfredo de Goyeneche y Moreno
Pour les autres membres de la famille, voir Goyeneche.
Alfredo de Goyeneche y Moreno (né le 15 décembre 1937 à San Sebastián et mort le 16 mars 2002 à Vitoria) fut un cavalier et ingénieur espagnol, président du comité olympique espagnol depuis 1998 jusqu'à son décès. Il portait les titres de comte de Guaqui, marquis d'Artasona.
En tant que jeune sportif, Alfredo Goyeneche fut médaillé de bronze au championnat d'Europe de concours hippique junior en 1956, champion d'Espagne de saut d'obstacles en 1968 et de polo en 1976. Il faisait partie de l'équipe espagnole d'équitation aux jeux olympiques de Rome en 1960.
Il a présidé la fédération hippique madrilène entre 1976 et 1981 et la fédération hippique espagnole entre 1981 et 1987. En 1987, il est nommé vice-président du comité olympique espagnol par Carlos Ferrer Salat, pour lequel il sera l'homme de confiance au sein de l'institution jusqu'au décès de celui-ci en 1998. De son poste de vice-président il développe un travail important dans la mise en marche du plan ADO et fera également partie de la commission sportive organisatrice des jeux olympiques de Barcelone en 1992 (COOB).

## Président du Comité olympique espagnol
Après la mort de Carlos Ferrer Salat, Alfredo Goyeneche assure l'intérim de la présidence du COE en octobre 1998. À la suite des élections au sein de cet organisme, il est nommé Président par 242 voix pour et 8 blancs. Il sera réélu en 2001. Goyeneche est le premier président du COE ayant participé aux jeux olympiques en tant qu'athlète.
Parallèlement au COE, il impulse la candidature de Séville pour les jeux olympiques de 2008 et ceux de Jaca en 2010. Durant son mandat, il dut faire face à une sélection interne de candidatures car seul le COE pouvait présenter une ville candidate devant le Comité international olympique. Jaca a été retenue face à Grenade pour 2010.
En 1999, il entre dans la commission de réformes du programme sportif, créée à la suite des irrégularités dans l'élection de Salt Lake City (États-Unis), ainsi que l'organisme international où il commence à travailler également sur la réforme du programme sportif des jeux olympiques. Il a été membre du comité international olympique depuis 2000 jusqu'à sa mort.
Alfredo Goyeneche meurt dans un accident de la circulation le 16 mars 2002, sur la route de Vitoria/Gazteiz (Alava/ Araba) où il allait pour présider la coupe du roi de basket. Il sera décoré, à titre posthume, de l'ordre olympique du COE dans la catégorie or et de la grand-croix de l'ordre du mérite sportif. De son vivant, il recevra des mains de Juan Antonio Samaranch l'ordre olympique du CIO.